# Joe Clark
Pour les articles homonymes, voir Joseph Clark et Clark.
Charles Joseph Clark, dit Joe Clark, né le 5 juin 1939 à High River (Alberta), est un homme d'État canadien. Il est premier ministre du Canada du 4 juin 1979 au 3 mars 1980.
Il est élu à la Chambre des communes du Canada en 1972 comme membre du Parti progressiste-conservateur du Canada (PPCC). Il est nommé chef du parti en 1976. Lors des élections fédérales canadiennes de 1979, les progressistes-conservateurs remportent un gouvernement minoritaire et il devient premier ministre, mettant fin aux seize ans que le Parti libéral du Canada a passés au pouvoir. La défaite de son premier budget provoque les élections fédérales de 1980 qui voient le retour du premier ministre Pierre Elliott Trudeau et du parti libéral au pouvoir avec une majorité absolue. Son mandat de 273 jours en poste est le quatrième plus court de l'histoire canadienne. Il perd la chefferie du parti progressiste-conservateur en 1983. Après le retour au pouvoir du PPCC en 1984, il est nommé Secrétaire d'État des Affaires extérieures dans le cabinet du premier ministre Brian Mulroney de 1984 à 1991, puis nommé Président du Conseil privé de la Reine pour le Canada de 1991 à 1993. Il choisit de ne pas se présenter comme candidat pour les élections fédérales de 1993.
Il fait un retour politique en 1998, lorsqu'il est nommé à nouveau chef du PPCC et dirige le parti lors des élections fédérales de 2000. Après la fusion du PPCC avec l'Alliance canadienne en 2003, il refuse de rejoindre le nouveau Parti conservateur du Canada et siège ainsi comme député indépendant. Il ne se présente pas comme candidat pour les élections fédérales de 2004.

## Biographie
Joseph Clark naît à High River, en Alberta. Son père est éditeur du journal local. Il fait ses études dans les écoles secondaires locales, et ensuite à l'Université de l'Alberta, où il décroche un baccalauréat et une maîtrise en sciences politiques. Il étudie le droit à l'Université Dalhousie à Halifax (Nouvelle-Écosse) et à l'Université de la Colombie-Britannique à Vancouver (Colombie-Britannique). Il est actif en politique étudiante, et abandonne ses études en droit pour travailler à plein temps pour le Parti progressiste-conservateur du Canada.

## Carrière politique
Avant de devenir politicien, il fit toutes ses années de cadet (de 12 à 18 ans). Joe Clark devient politiquement actif pour la première fois au niveau universitaire. Il est président des Jeunes progressistes-conservateurs de l'Université de l'Alberta. Clark croise l'épée avec son futur rival politique Preston Manning dans les forums de débat sur le campus entre les Jeunes PC et la Ligue des jeunes du Parti du Crédit social de l'Alberta. Clark est très conscient de la politique canadienne dès un très jeune âge. Dans sa jeunesse, il est un admirateur du chef progressiste-conservateur et premier ministre canadien John Diefenbaker, et il se lance lui-même en politique, au niveau provincial, pour la première fois à l'âge de 28 ans. Sa première incursion en politique, en tant que candidat officiel pour le Parti progressiste-conservateur de l'Alberta aux élections provinciales de 1967, s'avère toutefois un échec. Clark est ensuite assistant-chef au chef de l'opposition provincial et futur premier ministre albertain Peter Lougheed.
Il est élu pour la première fois à la chambre des communes du Canada lors de l'élection fédérale de 1972. Après la démission du chef progressiste-conservateur Robert Stanfield, Clark présente sa candidature à la direction du parti et l'emporte au congrès d'investiture de 1976.
Au premier tour, Joe Clark avait obtenu la troisième position derrière Claude Wagner et Brian Mulroney. Cependant, il était assez vite apparu comme le candidat du compromis, l'aile droite du parti se ralliant derrière Wagner alors que Mulroney, un homme d'affaires québécois sans expérience politique en tant qu'élu, paraissait incapable d'élargir sa base d'appuis de façon significative ;  plusieurs délégués étaient choqués par sa campagne dispendieuse. À mesure que d'autres candidats Red Tory étaient éliminés sur les quatre premiers tours de vote, Clark avait progressivement rattrapé Mulroney puis Wagner, pour arracher finalement la victoire au cinquième tour.
La montée fulgurante de Clark, de député albertain quasiment inconnu à chef de l'opposition, prend le Canada par surprise. Le quotidien ontarien Toronto Star annonce la victoire de Clark avec la manchette : « Joe Who? » (Joe Qui?), l'affublant d'un surnom qui lui colle à la peau pendant des années au Canada anglais. On fait bon nombre de farces sur sa maladresse et ses manières gauches. Grand et mince, les caricaturistes le dessinent comme une sorte de suçon ambulant, avec une tête énorme et des oreilles pendantes comme un chien. Initialement, il paraît peu probable qu'un tel homme, cible de tant de moqueries, puisse jamais espérer faire compétition à Pierre Trudeau, l'intellectuel sûr de lui et immensément populaire.
Toutefois, Clark est féroce dans ses attaques contre le gouvernement de Trudeau, tenant la dragée haute au premier ministre à la chambre des communes. Bien des Canadiens perçoivent les tentatives de Trudeau de ne pas accorder d'importance à Clark comme un exemple de l'arrogance d'un premier ministre qui prenait sa position pour acquise.
Clark est le premier homme politique canadien à prendre position fortement pour la décriminalisation de la marijuana au Canada, et pour un revenu minimal garanti — deux positions caractéristiques des Red Tories. À bien des égards, son "progressisme" social dans les années 1970  était aussi "avancé" que l'avait été celui de Trudeau dans les années 1960.

### Premier ministre

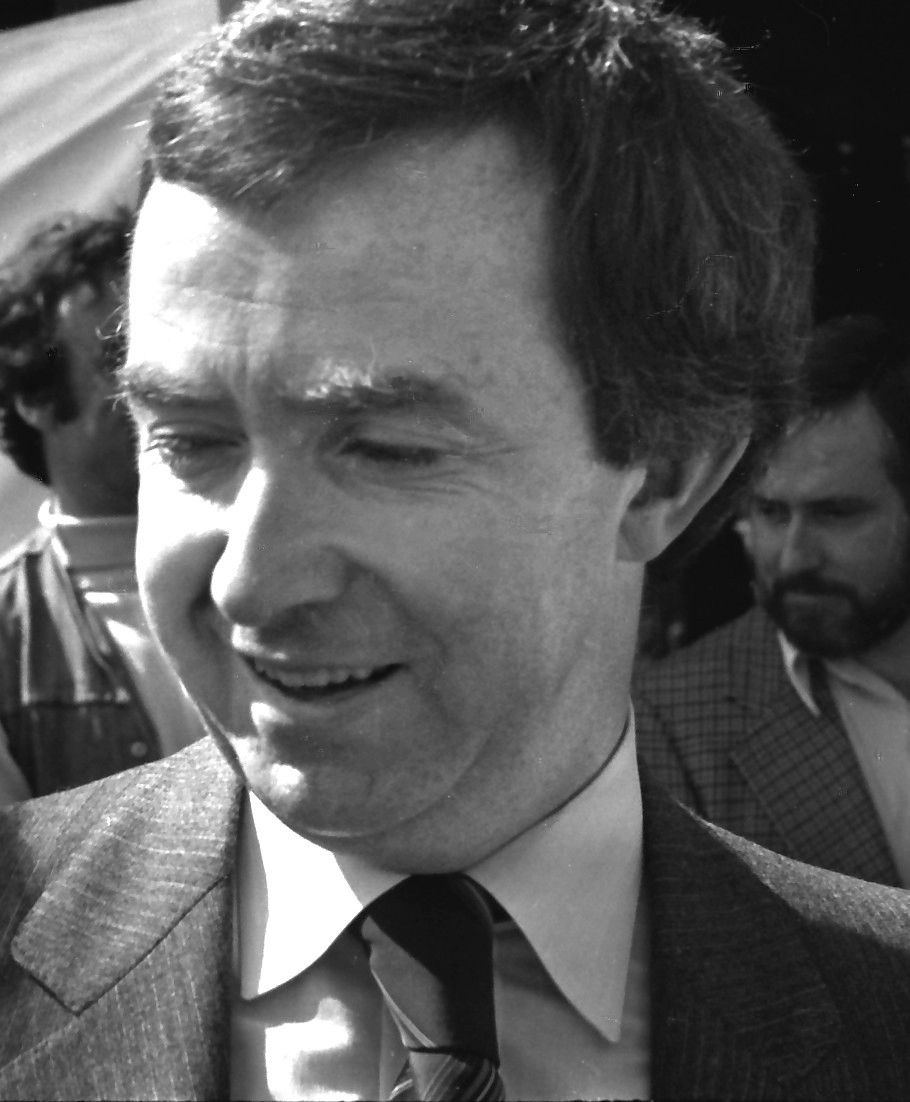
Joe Clark en 1979.

Les efforts de Joe Clark portent fruit : le 4 juin 1979, à la suite de l'élection de 1979, il bat le gouvernement libéral de Trudeau et devient à l'âge de 39 ans le plus jeune premier ministre du Canada. Clark est le premier conservateur à prendre la direction du gouvernement fédéral canadien depuis la défaite de John Diefenbaker à l'élection de 1963.
Par contre, avec seulement un gouvernement minoritaire à la Chambre des communes, Clark doit obtenir le soutien soit du Parti Crédit social avec ses 6 députés, soit du Nouveau Parti démocratique avec ses 26 députés. À défaut, les libéraux peuvent le renverser à n'importe quel moment.
Le Crédit social n'a pas les 12 députés requis pour obtenir le statut de parti officiel à la Chambre des communes. Toutefois, ces six sièges auraient suffi à donner à Clark une majorité parlementaire s'il avait consenti à former un gouvernement de coalition avec les créditistes, ou alors si les deux partis avaient consenti à travailler ensemble. Toutefois, Clark refuse de donner le statut de parti officiel au petit caucus créditiste ; il refuse également de négocier une coalition ou de coopérer de quelque façon que ce soit avec ce parti. Ceci mène directement à la défaite en chambre du gouvernement en décembre 1979. Les libéraux votent avec le NPD sur une motion de censure liée au budget du gouvernement de Clark, présentée par le député néo-démocrate Bob Rae. Le caucus créditiste s'abstient de voter, assurant ainsi l'adoption de la motion. Clark est critiqué pour son « incapacité à faire de l'arithmétique » en n'étant pas capable de prédire le résultat du vote ; mais en même temps, la défaite est partiellement voulue pour son parti. En cas d'élection anticipée, les progressistes-conservateurs pensaient pouvoir facilement vaincre les libéraux, démoralisés et sans direction.
Pendant la campagne électorale de 1979, Clark avait promis de réduire les impôts afin de stimuler l'économie. Toutefois, une fois en place, il propose un budget visant à ralentir l'activité économique avec pour objectif avoué la lutte contre l'inflation, et où figure une nouvelle taxe de 18 cents par gallon sur l'essence pour soi-disant réduire le déficit budgétaire. Clark avait espéré que ce changement de politique lui gagnerait des appuis, mais il lui vaut au contraire un grand ressentiment de la part des électeurs, furieux de le voir renier ses engagements même pour une période aussi courte.
Pierre Trudeau revient rapidement sur sa démission de la direction du Parti libéral et, lors de l'élection fédérale de février 1980, remporte 146 sièges parlementaires contre les 103 progressistes-conservateurs de Clark et revient au pouvoir après une courte absence.

### Attitude de Trudeau envers Clark
Lors des funérailles de Trudeau en 2000, son fils Justin Trudeau raconte une anecdote dans laquelle il avait, lorsqu'il était enfant, insulté un des rivaux politiques de son père ; celui-ci l'avait corrigé, lui donnant un sermon sévère pour lui apprendre à quel point il était mal de diaboliser ou d'insulter quelqu'un simplement parce qu'il était en désaccord. À ce moment de la rediffusion de la cérémonie, la CBC avait inséré une photo de Clark, faisant croire à plusieurs qu'il avait été l'homme que Justin avait insulté.
Trudeau commente dans ses mémoires que Clark avait été beaucoup plus coriace et agressif que le précédent chef conservateur Robert Stanfield, notant que ces qualités avaient servi à Clark dans sa victoire électorale en 1979. Toutefois, Trudeau complimente aussi Clark en disant de celui-ci qu'il était un chef respectable et que Trudeau le préférait personnellement à Mulroney lorsque Clark avait été battu dans la course à la direction en 1983. Contrairement à Clark, Mulroney et Trudeau étaient des ennemis jurés, malgré le fait qu'ils ne s'affrontèrent jamais lors d'une élection.

## Sous Mulroney

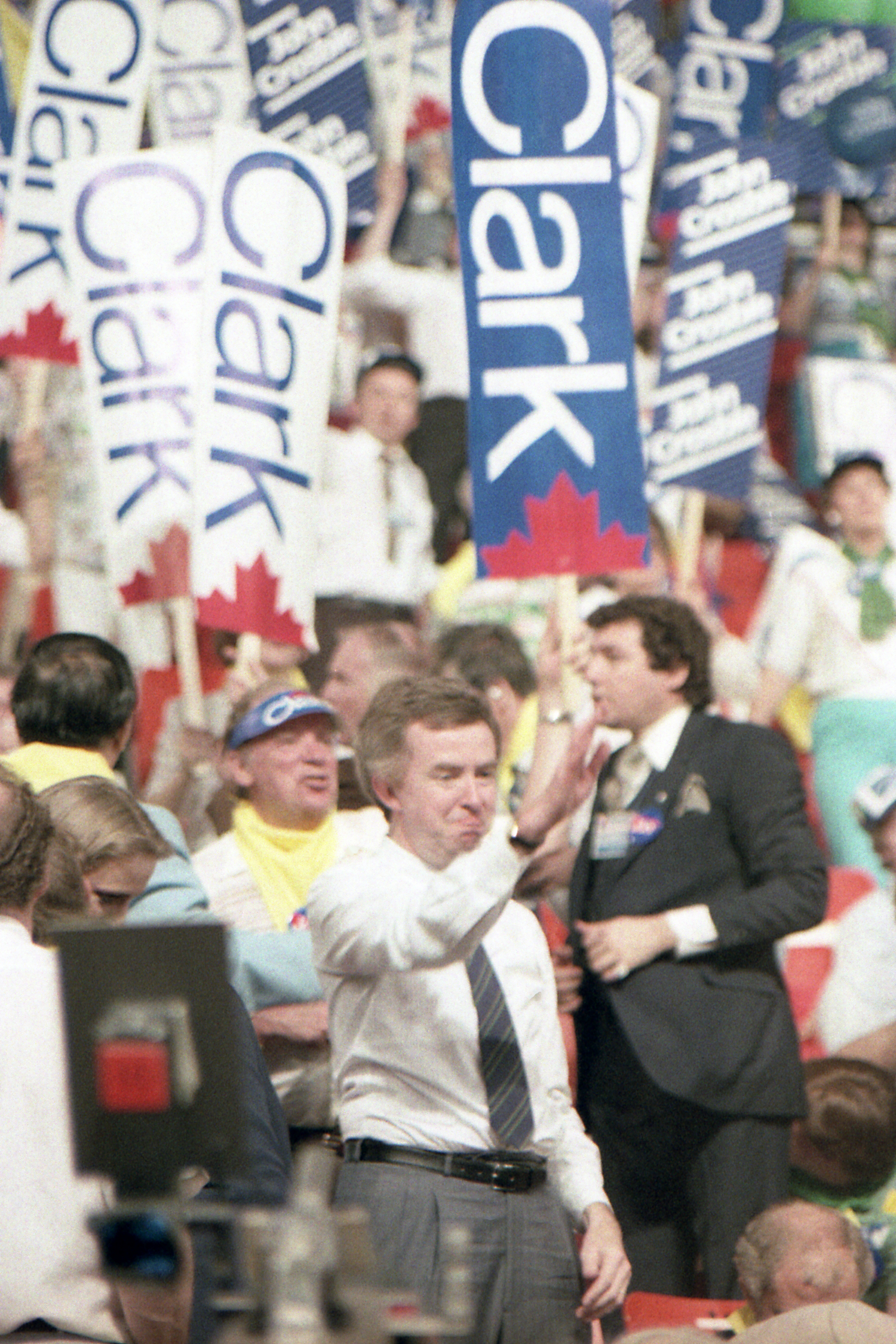
Joe Clark lors du congrès à la direction du parti progressiste-conservateur le 11 juin 1983

En 1983, après avoir récolté les appuis de seulement 66 % des délégués au congrès biennal du parti et considérant que ceci est insuffisant, Clark lance une course à la direction pour décider de la question. Candidat à sa propre succession, il espère raffermir son leadership. Après une campagne passionnée, il est en avance aux trois premiers tours avant de perdre au quatrième tour, devancé par son rival de toujours, Brian Mulroney. Des analystes politiques se sont interrogés sur les raisons de la décision de Clark de déclencher cette élection à la direction. En 1987, lors d'un dîner donné en l'honneur de la visite de Charles, prince de Galles, le prince, assis à côté de Clark, lui demande pourquoi 66 % n'était pas assez. La femme de Clark, Maureen McTeer, explique la décision de son mari dans son autobiographie In My Own Name, publiée en 2003. Elle explique que pour Clark, moins de 75 % ne constituait pas un appui assez fort. Il craignait que les quelque 33 % de membres qui ne l'appuyaient pas deviennent ses critiques lors de la prochaine campagne électorale, et que sa continuité à la tête du parti étant donné ces circonstances auraient mené à la fragmentation du parti. Clark était convaincu qu'il parviendrait à remporter une autre course à la direction et qu'il obtiendrait un niveau d'appui clair une fois ses qualités comparées à la poignée de rivaux inexpérimentés qui convoitaient son poste et qui travaillaient en coulisse pour saboter son leadership.

### Secrétaire d'État aux Affaires extérieures
Mulroney remporte une victoire énorme dans l'élection fédérale générale de 1984, et devient premier ministre. Malgré leurs différences personnelles, Clark travaille habilement au sein du conseil des ministres de Mulroney en tant que secrétaire d'État aux Affaires extérieures.
Certains considèrent qu'il a été un des ministres des Affaires étrangères les plus compétents que le Canada ait eu. Parmi les accomplissements et actions qu'il réalise dans ce rôle :
- Il convainc Mulroney de nommer Stephen Lewis au poste d'ambassadeur à l'ONU — qui devient plus tard l'envoyé spécial de l'ONU sur la crise du SIDA ; plusieurs croient que la nomination de Lewis était le prix demandé par Clark pour servir sous Mulroney.
- En 1984, il est le tout premier ministre des Affaires étrangères d'un pays industrialisé à aller en Éthiopie, pays auparavant isolé par la communauté internationale, et mène la réponse occidentale à la famine éthiopienne de 1984-1985 ; Clark se rend à Addis-Abeba si rapidement qu'il n'avait même pas vu le reportage de la CBC qui avait causé la forte réaction publique initiale ; la réponse canadienne est énorme et amène les États-Unis et le Royaume-Uni à suivre presque immédiatement — une situation sans précédent à l'époque, étant donné que l'Éthiopie avait alors un gouvernement marxiste et avait été complètement isolée par les gouvernements occidentaux.
- Il reproche publiquement au Congrès juif canadien d'appuyer sans limites l'État d'Israël sans égard aux actions de ce dernier.
- Il prend position fermement contre l'apartheid et en faveur de sanctions économiques contre l'Afrique du Sud, à une époque où Ronald Reagan et Margaret Thatcher sont fortement opposés à de telles sanctions.
- Il s'oppose à l'intervention au Nicaragua sous Reagan.
- Il accepte des réfugiés en provenance d'El Salvador, du Guatemala et d'autres pays directement soutenus par Reagan.
- Malgré tout cela, il parvient à maintenir des liens très forts avec les États-Unis, et une grande coopération sur les dossiers où le Canada et les États-Unis sont en accord ; il aide notamment à négocier un accord final sur l'Accord de libre-échange canado-américain.

Il parvient à préserver une voix politique indépendante pour le Canada à une époque d'intégration économique accrue avec les États-Unis.
Clark occupe aussi le poste honorifique de président du Conseil privé de la Reine pour le Canada de 1991 à 1993.

### Ministre responsable des affaires constitutionnelles
Quand la question du statut constitutionnel du Québec au sein du Canada commence à prendre de plus en plus de place, il devient ministre responsable des affaires constitutionnelles. Dans ces nouvelles fonctions, il joue un rôle central dans la rédaction de l'accord de Charlottetown, qui est toutefois un échec. Il se retire de la politique en 1993, échappant à l'élection désastreuse de 1993, lors duquel le Parti progressiste-conservateur est pratiquement anéanti sous la direction du successeur de Mulroney, Kim Campbell.
Lors du référendum de 1995 au Québec, la proposition de souveraineté-association du gouvernement du Québec est rejetée par un seul point de pourcentage. Beaucoup estiment que c'est en partie à cause des échecs de Meech et de Charlottetown que le résultat est tellement serré.

### Deuxième mandat comme chef du parti progressiste-conservateur
Après l'élection générale de 1993 et la démission de Kim Campbell, Jean Charest, l'un des deux seuls députés progressistes-conservateurs réélus, devient chef du parti. Après avoir mené le parti à des succès modestes à l'élection fédérale générale de 1997, remportant 20 circonscriptions, Charest quitte la politique fédérale pour devenir chef du Parti libéral du Québec (qui n'est plus affilié au Parti libéral fédéral depuis 1962).
Le parti progressiste-conservateur n'a aucun candidat évident pour prendre la place de Charest, et il se tourne vers Clark encore une fois. En 1998, Clark devient de nouveau chef des progressistes-conservateurs. Il est élu député dans la circonscription néo-écossaise de Kings—Hants lors d'une élection partielle le 11 septembre 2000, et puis dans Calgary-Centre, en Alberta, lors de l'élection générale deux mois plus tard. Certains s'attendent à ce que le parti soit anéanti ; toutefois, la performance de Clark lors des débats télévisés leur assure un succès modéré : le parti réussit à retenir les 12 sièges nécessaires au statut de parti officiel reconnu à la Chambre des communes, se qualifiant pour des fonds de recherche, la participation aux comités, et des droits de parole minimales. Mis à part Clark à Calgary et un chacun au Manitoba et au Québec, les députés du parti proviennent de circonscriptions concentrées dans les provinces de l'Atlantique.
Clark ne perd jamais espoir que les progressistes-conservateurs reprendront éventuellement l'Ontario et formeront encore une fois un gouvernement fédéral. Il continue d'appuyer les Red Tories qui travaillent pour reprendre le contrôle du Parti progressiste-conservateur de l'Ontario, et appuie fortement les candidats prometteurs aux élections partielles. La popularité personnelle de Clark est grandissante tandis que, encore une fois, un régime libéral sous Chrétien est enveloppé par le scandale. Les gens font grandement confiance à Clark, mais cette tendance refuse de se traduire par des sièges additionnels.
Citant ce problème précis, Clark annonce sa démission de la direction du parti PC le 6 août 2002. Il est remplacé par Peter MacKay le 31 mai 2003, qui remporte la victoire grâce à un accord controversé avec son rival David Orchard ; Clark avait toujours encouragé MacKay à garder Orchard dans le camp conservateur.

### Attitude de Mulroney envers Clark
Bien que Clark et Mulroney aient longtemps été perçus comme des adversaires éternels, Mulroney, dans son discours au congrès du parti en 2003, décrit Clark comme un chef honnête et admirable qui avait la distinction d'être le seul premier ministre de mémoire récente qui, même quand il échoua, fut toujours respecté par le public canadien. À l'époque de sa retraite, des sondages indiquent qu'il est la personnalité politique à laquelle les gens font le plus confiance [réf. souhaitée].

## Fusion du Parti PC avec l'Alliance
Le 8 décembre 2003, le jour de la fusion des progressistes-conservateurs avec les alliancistes pour former le nouveau Parti conservateur du Canada, Clark est l'un de trois députés — les deux autres sont André Bachand et John Herron — à annoncer qu'il ne se joignent pas au nouveau caucus. Le député Scott Brison s'était déjà joint aux libéraux. Les progressistes-conservateurs ne sont plus. Les Red Tories se dispersent, la plupart intégrant le nouveau parti, d'autres se joignant au Parti libéral, au NPD ou au Parti vert du Canada. D'autres encore fondent le Parti progressiste canadien.
Clark annonce qu'il continuerait à siéger en tant que député progressiste-conservateur, et qu'il prendrait sa retraite à la fin de la session parlementaire.
Plus tard, Clark critique ouvertement le nouveau Parti conservateur à l'approche de l'élection fédérale de 2004. Il appuie tièdement le chef libéral, Paul Martin, affirmant que les Canadiens devraient lui faire confiance plus qu'à Stephen Harper. Il appuie Ed Broadbent, l'ancien chef du NPD, et d'autres candidats libéraux et conservateurs en tant qu'individus, affirmant que le plus important était d'avoir la « Chambre des communes canadienne la plus forte possible » puisque aucun des deux grands partis n'offre véritablement d'espoir. Clark est critiqué même par plusieurs Red Tories pour ces commentaires, l'accusant de parler comme un libéral et de rejeter le nouveau Parti conservateur du revers de la main au lieu de participer à le guider sur une voie modérée. Clark qualifie le nouveau parti d'annexion allianciste et que l'est du pays n'acceptera jamais le nouveau parti ou ses politiques plus conservatrices sur les questions sociétales comme le mariage homosexuel ou bioéthiques comme l'avortement. Harper réplique en l'appelant « Pauvre Joe » et note que Clark a été déconnecté de l'Alberta, sa province natale, tout au long de sa carrière politique.
Le Parti conservateur fusionné réussit à augmenter son nombre de sièges lors du scrutin ; toutefois, le total du vote populaire est inférieur au total combiné du vote allianciste et progressiste-conservateur lors de l'élection précédente. De plus, quelques sièges de l'est du Canada leur échappent ; ils en remportent 7, contre les 10 acquis au progressistes-conservateurs avant la fusion. Les nouveaux conservateurs demeurent basés majoritairement dans l'Ouest (comme l'avait été l'Alliance), faisant des gains en Ontario, et sont complètement exclus du Québec en faveur des libéraux et du Bloc québécois.

## Legs
Le départ de Clark de la politique, en tant que député indépendant et isolé, ne reflète aucunement la totalité de sa carrière politique. Clark est le seul homme politique à battre Pierre Trudeau lors d'une élection. Il demeure également le seul canadien à avoir été élu au poste de premier ministre sous l'âge de quarante ans. Bien que son gouvernement fut incapable de faire adopter des projets de lois majeurs, le mérite leur revient d'avoir présenté la première version de la Loi canadienne sur l'Accès à l'information, qui fut revu et finalement adopté par les libéraux de Trudeau. Pendant son mandat de ministre des affaires extérieures, Clark défend fièrement la désapprobation du Canada face au régime de l'apartheid en Afrique du Sud. Le Canada fut le seul pays du G7 à adopter une position aussi forte contre l'apartheid pendant les années 1980. Il s'attaqua également au dossier ministériel difficile des Affaires constitutionnelles après l'échec de l'accord du lac Meech et poursuivit vigoureusement la tâche.

### Retour à la direction du parti
Bien que le retour de Clark à la politique en 1998 fut accueilli par ses opposants comme un arrêt de mort pour les tories encore sous le traumatisme de leur défaite cinq ans auparavant, Clark parvint à prévenir la destruction totale du parti à l'élection de 2000, et fut considéré comme le meilleur orateur durant les débats télévisés.
Clark fut également acclamé des médias et de plusieurs députés comme le chef d'un parti de l'opposition le plus efficace entre 2000 et 2002, poursuivant sans relâche le gouvernement libéral sur des questions comme le scandale des commandites. Pendant son mandat final, Jean Chrétien traitait souvent Clark comme le chef de l'opposition (il ne l'était pas), au grand chagrin des politiciens alliancistes qui occupaient en fait le poste de chefs de l'opposition durant cette période. En effet, Chrétien et Clark avaient siégé ensemble à la chambre des communes depuis les années 1970 et ils entretenaient un respect réciproque, même s'ils occupaient des bancs opposés.
Les efforts de Clark pour reconstruire le Parti PC connurent leur apogée en mai 2003 lorsque le parti dépassa le NPD pour occuper la place du quatrième parti en chambre, après avoir remporté des élections partielles à Terre-Neuve et en Ontario, et après que le parti fut devenu de nouveau l'alternative la plus populaire aux libéraux dans les sondages nationaux. Plusieurs personnes, autant ses alliés que ses rivaux, ont suggéré que ses actions ont soutenu le parti PC affaibli durant ses années les plus difficiles, alors que son statut d'alternative nationale faisait face à une compétition sérieuse du populisme des prairies de Preston Manning et du Parti réformiste du Canada, ainsi que du conservatisme social de Stockwell Day et de l'Alliance canadienne.
Clark continue à utiliser son expérience en affaires étrangères. Il était à Washington le 20 janvier 2005 lors de la deuxième cérémonie d'investiture du président américain George W. Bush. Avant de se rendre au Capitole, l'ambassadeur canadien à Washington de l'époque, Michael Kergin, et Clark discutèrent des célébrations d'investiture avec le sénateur de l'Arizona John McCain dans l'ambassade. Clark a aussi fait publier plusieurs articles d'opinion dans différents journaux du pays depuis sa retraite. Clark, ou sa femme Maureen McTeer, est vu par certains comme un candidat de compromis futur pour être nommé au Sénat du Canada. Des rumeurs récentes veulent que sa candidature au poste de lieutenant-gouverneur de l'Alberta est envisagée. Si cela arrivait, il deviendrait la première personne à avoir été premier ministre et représentant de la reine dans une province.

## Autres activités
Clark est membre du Inter-American Dialogue (en), un groupe de réflexion basé aux États-Unis dans le domaine des affaires internationales principalement lié à l'hémisphère occidental.

## Vie personnelle
Clark est marié avec Maureen McTeer, une auteure et avocate bien connue. Leur fille, Catherine Clark, est diplômée de l'Université de Toronto en histoire de l'art et fait carrière en relations publiques et en télédiffusion.

## Distinctions
- 1994 : Compagnon de l'Ordre du Canada
- Membre de l'Ordre d’excellence de l’Alberta (en)
- Membre de l'ordre de la Pléiade
- Médaille du jubilé d'argent d'Élisabeth II
- Médaille commémorative du 125e anniversaire de la Confédération du Canada
- Médaille du jubilé d'or d'Élisabeth II
- Médaille du jubilé de diamant d'Élisabeth II

## Archives
Il y a un fonds d'archives Joe Clark à Bibliothèque et Archives Canada.